# 韩国天文学会
韩国天文学会（英語：Korean Astronomical Society）是一个韩国的天文学会，位于韩国天文研究院内。

## 历史
1965年3月21日建立，有超过700名会员，每年春季和秋季有会议。1973年加入国际天文学联合会。1996年和2014年主办国际天文学联合会亚太地区会议。